# Jugendschutzgesetz (Litauen)
Jugendschutzgesetz der Republik Litauen (lit. Lietuvos Respublikos nepilnamečių apsaugos nuo neigiamo viešosios informacijos poveikio įstatymas, das Gesetz zum „Schutz der Jugend vor schädlichen Folgen öffentlicher Informationen“) ist ein litauisches Gesetz zum Schutze der Kinder und Jugendlichen (Minderjährige) in der Öffentlichkeit. Das Gesetz wurde 2009 mit einer Mehrheit von 67 der 74 Parlamentarier vom Seimas verabschiedet. Kritiker behaupten, Homosexuelle würden dadurch diskriminiert. In Vilnius ansässige Botschafter anderer EU-Staaten brachten inoffiziell Bedenken über das Gesetz zum Ausdruck und trafen sich zu Gesprächen mit der Präsidentin Dalia Grybauskaitė. Das EU-Parlament verurteilte das Gesetz als unvereinbar mit europäischen Grundrechten.